# Șitkino
Șitkino (în rusă Шиткино) este o localitate de tip orășenesc din raionul Taișet, regiunea Irkutsk, situată pe malul stâng al râului Biriusa, la aproximativ la 58 km nord-est de centrul raional Taișet. Este centrul administrativ al formațiunii municipale Șitkino. În 2013 aici locuiau 1906 persoane.